# Skoczowski
Skoczowski – polski herb szlachecki z nobilitacji.

## Opis herbu
Opis herbu z wykorzystaniem zasad blazonowania, zaproponowanych przez Alfreda Znamierowskiego:
W polu dwudzielnym w pas od czoła czarnym, lew kroczący złoty, od podstawy dwudzielnym w słup z prawej złotym, z lewej czerwonym, dwa rogi myśliwskie czarne, ustnikami do siebie.
Klejnot: lew wyskakujący, jak w godle, między dwoma rogami bawolimi.
Labry z prawej czerwone, podbite złotem, z lewej czarne, podbite złotem.
Józef Szymański blazonuje nieco inaczej - dolne pola mają zamienione barwy, a rogi myśliwskie są położone w słup.

## Najwcześniejsze wzmianki
Nadany Janowi Skoczowskiemu 12 września 1553.

## Herbowni
Tadeusz Gajl podaje trzy nazwiska herbownych:
Skoczowski, Wilamowski, Wilmowski.